# Mistrzostwa Świata w Łucznictwie 1981
31. Mistrzostwa Świata w Łucznictwie odbyły się w między 4 a 14 czerwca 1981 w Punta Ala we Włoszech. Organizatorem była Międzynarodowa Federacja Łucznicza. Jedyny medal dla Polski – srebrny – wywalczyła Alicja Ciskowska.

## Medaliści

### Strzelanie z łuku klasycznego
| Konkurencja            | Złoto                                                               | Srebro                                                                | Brąz                                                                 |
| Indywidualnie kobiet   | Natalja Butuzowa                                                    | Alicja Ciskowska                                                      | Marilyn Rumley                                                       |
| Indywidualnie mężczyzn | Kyösti Laasonen                                                     | Darrell Pace                                                          | Richard McKinney                                                     |
| Drużynowo kobiet       | ZSRR · Natalja Butuzowa · Ketewan Losaberidze · Olga Rogowa         | Korea Południowa · Hwang Sook-zoo · Park Young-sook · Yang Kyung-soon | Chiny · Fu Hong · Meng Fanai · Kong Yaping                           |
| Drużynowo mężczyzn     | Stany Zjednoczone · Darrell Pace · Richard McKinney · Edwin Eliason | Finlandia · Kyösti Laasonen · Tomi Poikolainen · Heikki Lautroja      | ZSRR · Władimir Jeszejew · Aleksander Gabełkow · Stanisław Zabrodzki |

## Klasyfikacja medalowa
| Lp. | Państwo           | Złoto | Srebro | Brąz | Razem |
| 1.  | ZSRR              | 2     | 0      | 1    | 3     |
| 2.  | Stany Zjednoczone | 1     | 1      | 1    | 3     |
| 3.  | Finlandia         | 1     | 1      | 0    | 2     |
| 4.  | Korea Południowa  | 0     | 1      | 0    | 1     |
| 4.  | Polska            | 0     | 1      | 0    | 1     |
| 6.  | Australia         | 0     | 0      | 1    | 1     |
| 6.  | Chiny             | 0     | 0      | 1    | 1     |